# James Reston
James Barrett Reston (né le 3 novembre 1909 à Clydebank et mort le 6 décembre 1995 à Washington), surnommé Scotty, est un journaliste américain. Sa carrière s'est étendue des années 1930 jusqu'au début des années 1990. Il a collaboré plusieurs années avec le New York Times.

## Biographie
Reston naît le 3 novembre 1909 à Clydebank, en Écosse, dans une famille écossaise pauvre et presbytérienne. Cette dernière émigre aux États-Unis en 1920. Pour ce faire, James, sa mère et ses sœurs occupent l'entrepont du SS Mobile. Ils sont inspectés à Ellis Island le 28 septembre 1920.
Après avoir travaillé un court moment au Daily News de Springfield (Ohio), Reston rejoint les rangs de l'Associated Press en 1934. Par la suite, il fréquente l'université de l'Illinois. À cette époque, il devient membre de la section locale de Sigma Pi - Phi. Le 24 décembre 1935, il se marie avec Sarah Jane Fulton, qu'il a rencontrée à l'université. Le couple aura trois fils : James (en), un journaliste, écrivain et dramaturge, Thomas, adjoint au secrétaire d'État des affaires publiques et porte-parole adjoint du département d'État et Richard, éditeur de la Vineyard Gazette (en).
En 1939, Reston déménage aux bureaux du New York Times à Londres. L'année suivante, il retourne à New York. En 1942, il prend congé pour établir un bureau d'informations de guerre à Londres. La même année, il publie Prelude to Victory.
En 1945, Reston retourne au Times. Il est correspondant assigné à Washington La même année, il remporte le prix Pulitzer pour sa couverture de la Conférence de Dumbarton Oaks, plus particulièrement pour une série de publications décrivant dans le détail le cheminement des délégués concernant l'établissement de l'Organisation des Nations unies,,.
En 1948, il devient correspondant diplomatique, puis chef de bureau et columnist en 1953.
Reston écrit sur plusieurs enjeux mondiaux et passe en entrevue plusieurs dirigeants du monde au cours de sa carrière. Ainsi, il a notamment interrogé le président John F. Kennedy sur les enjeux entourant le débarquement de la baie des Cochons tout de suite après la rencontre de ce dernier avec Nikita Khrouchtchev lors du Sommet de Vienne. En 1957, il reçoit un second prix Pulitzer pour son travail, surtout concernant son « analyse en cinq partie des effets de la maladie d'Eisenhower sur le fonctionnement du pouvoir exécutif du gouvernement fédéral ».
De 1964 à 1968, Reston est rédacteur associé du New York Times. En 1967, il publie The Artillery of the Press et Sketches in the Sand. En 1968, il devient rédacteur en chef du Times, puis vice-président de 1969 à 1974. En juillet 1971, alors qu'il visite la Chine avec sa femme, il est victime d'une appendicite. Après s'être fait retiré cette dernière à l'Anti-Imperialist Hospital de Pékin, il suit des traitements d'acupuncture post-opératoire. Il écrit un article sur le sujet dans le Times, ce qui fait connaître la médecine traditionnelle chinoise chez plusieurs Américains.
Lors de l'administration Nixon, son nom fait partie de la liste principale des opposants politiques à Nixon (en).
Reston a une section publiée nationalement de 1974 à 1987, moment où il devient columnist senior. En 1986, il reçoit la médaille présidentielle de la Liberté.
Reston prend sa retraite du New York Times en 1989. En 1991, il reçoit le prix des quatre libertés. La même année, il publie Deadline.